# Commonwealth Games 2022/Teilnehmer (Belize)
| Gelbes Symbol für Goldmedaillen mit stilisierten Olympischen Ringen | Graues Symbol für Silbermedaillen mit stilisierten Olympischen Ringen | Braundes Symbol für Bronzemedaillen mit stilisierten Olympischen Ringen |
| ------------------------------------------------------------------- | --------------------------------------------------------------------- | ----------------------------------------------------------------------- |
| —                                                                   | —                                                                     | —                                                                       |

Belize nahm mit 13 Athleten (acht Männer und fünf Frauen) an den Commonwealth Games 2022 teil. Es war die insgesamt 11. Teilnahme an den Commonwealth Games.
Shaun Gill und Alicia Thompson waren die Flaggenträger bei der Eröffnungsfeier.

## Teilnehmer nach Sportarten

### Leichtathletik
Laufen und Gehen
| Athleten       | Wettbewerb | 1. Runde | 1. Runde | Halbfinale    | Halbfinale    | Finale        | Finale        | Rang |
| Athleten       | Wettbewerb | Zeit     | Rang     | Zeit          | Rang          | Zeit          | Rang          | Rang |
| -------------- | ---------- | -------- | -------- | ------------- | ------------- | ------------- | ------------- | ---- |
| Männer         |            |          |          |               |               |               |               |      |
| Shaun Gill     | 100 m      | 10,76 s  | 6        | ausgeschieden | ausgeschieden | ausgeschieden | ausgeschieden | 51   |
| Brandon Jones  | 100 m      | 10,91 s  | 9        | ausgeschieden | ausgeschieden | ausgeschieden | ausgeschieden | 58   |
| Frauen         |            |          |          |               |               |               |               |      |
| Hilary Gladden | 100 m      | 12,72 s  | 6        | ausgeschieden | ausgeschieden | ausgeschieden | ausgeschieden | 44   |
| Ashantie Carr  | 400 m      | DNS      | DNS      | ausgeschieden | ausgeschieden | ausgeschieden | ausgeschieden | -    |

Springen und Werfen
| Athleten      | Wettbewerb | Qualifikation         | Qualifikation         | Finale        | Finale        | Rang |
| Athleten      | Wettbewerb | Weite/Höhe            | Rang                  | Weite/Höhe    | Rang          | Rang |
| ------------- | ---------- | --------------------- | --------------------- | ------------- | ------------- | ---- |
| Männer        |            |                       |                       |               |               |      |
| Brandon Jones | Weitsprung | kein gültiger Versuch | kein gültiger Versuch | ausgeschieden | ausgeschieden | -    |
| Frauen        |            |                       |                       |               |               |      |
| Ashantie Carr | Weitsprung | 5,54 m                | 17                    | ausgeschieden | ausgeschieden | 17   |

### Radsport

#### Straße
| Athleten        | Wettbewerb    | Zeit         | Rang |
| --------------- | ------------- | ------------ | ---- |
| Männer          |               |              |      |
| Giovanni Lovell | Straßenrennen | DNF          | DNF  |
| Byron Pope      | Straßenrennen | DNF          | DNF  |
| Oscar Quiroz    | Straßenrennen | 3:37:08 h    | 27   |
| Cory Williams   | Straßenrennen | 3:37:08 h    | 50   |
| Justin Williams | Straßenrennen | DNS          | DNS  |
| Giovanni Lovell | Zeitfahren    | 1:03:07,68 h | 48   |
| Oscar Quiroz    | Zeitfahren    | 56:56,05 min | 38   |
| Cory Williams   | Zeitfahren    | 57:16,32 min | 39   |
| Frauen          |               |              |      |
| Kaya Cattouse   | Straßenrennen | DNF          | DNF  |
| Alicia Thompson | Straßenrennen | DNF          | DNF  |
| Kaya Cattouse   | Zeitfahren    | 55:07,72 min | 30   |

### Triathlon
| Athleten   | Wettbewerb | Zeit      | Rang |
| ---------- | ---------- | --------- | ---- |
| Männer     |            |           |      |
| Kian Trejo | Einzel     | 1:16:18 h | 43   |